# Alan B. Shepard
Alan Bartlett Shepard, Jr. (18. november 1923 – 21. juli 1998)  var den første amerikanske astronaut i rummet. 
Den 5. maj 1961 i Freedom 7 blev Shepard den første amerikaner i rummet.
I en en alder af 47 tog Shepard sin anden rumfærd som leder af Apollo 14 (31. januar–9. februar 1971), menneskets tredje succesfulde tur til Månen. 

| Rumfart | Spire Denne artikel om rumfart er en spire som bør udbygges. Du er velkommen til at hjælpe Wikipedia ved at udvide den. |